# Gare de Ruel
Pour les articles homonymes, voir Ruel.
Ne doit pas être confondu avec Gare de Ruelle.
La  gare de Ruel est une gare ferroviaire canadienne, située à Ruel (en) sur le territoire du district de Sudbury dans la province de l'Ontario.
Ruel est desservie par Le Canadien de Via Rail Canada.

## Service des voyageurs

### Accueil
Point d'arrêt sans équipements. 

### Desserte
Ruel est desservie par le train le Canadien. L'arrêt du train n'a lieu qu'avec une demande pour une arrivée, et uniquement sur réservation pour un départ.

### Intermodalité
L'arrêt est situé au passage de niveau entre une voie routière et la ligne ferroviaire.